# Jack Marriott
Jack David Marriott, né le 9 septembre 1994 à Beverley, dans le Yorkshire de l'Est, est un footballeur anglais qui évolue au poste d'attaquant au Wrexham AFC.

## Biographie
Le 4 mai 2013, il fait ses débuts en faveur d'Ipswich Town, lors d'un match de Championship contre Burnley. 
Le 8 novembre 2013, il est prêté à Woking, en Conference Premier (D5), marquant neuf buts en neuf matchs. 
Lors de la saison 2017-2018, il inscrit 27 buts en League One (D3) avec le club de Peterborough United, ce qui fait de lui le meilleur buteur du championnat. Il est notamment l'auteur cette saison-là, d'un triplé, et de trois doublés.
Le 26 juillet 2018, il rejoint le club de Derby County, équipe évoluant en deuxième division anglaise.
Le 26 octobre 2020, il est prêté à Sheffield Wednesday.
Le 1er juillet 2021, il est prêté à Peterborough United.
Le 1er février 2024, il rejoint Wrexham.

## Palmarès

### En club
- Wrexham
  - Vice-champion d'Angleterre de D4 en 2024

### Distinctions personnelles
- Meilleur buteur de D3 anglaise lors de la saison 2017-2018 avec 27 buts
- Membre de l'équipe type de D3 anglaise lors de la saison 2017-2018[3].